# West Hattiesburg
West Hattiesburg – jednostka osadnicza w Stanach Zjednoczonych, w stanie Missisipi, w hrabstwie Lamar.